# Guldhedskyrkan
Guldhedskyrkan är en kyrkobyggnad som tillhör Annedals församling i Göteborgs stift. Den är ligger i stadsdelen Guldheden i Göteborgs kommun.

## Historia
Den första Guldhedskyrkan var den så kallade barackkyrkan uppförd 1951. Den uppfördes med stöd av Göteborgs Småkyrkostiftelse som verkade för att få till stånd enkla men ändå användbara lokaler för gudstjänst och kyrkligt arbete i den växande staden. Barackkyrkan var belägen knappt hundra meter från den nuvarande kyrkan i sydostlig riktning, och inrymd i två sammanbyggda träbaracker som församlingen hade fått i gåva av krigsmakten 1949. Den ena var inredd till kyrkosal och den andra var samlingssal med tillhörande pentry.
Barackkyrkan var ett uttalat provisorium, och inom kort vidtog planer och arbete med att uppföra den permanenta kyrka som invigdes 1966. Större delen av byggsumman tillkom genom insamlingsarbete. Kyrkan kostade drygt en miljon kronor, vilket främst finansierades genom gåvor, försäljningar och kollekter som inbringade 421 385 kronor. Göteborgs Stifts Arbetsfond bidrog med 30 000 kronor. Göteborgs småkyrkostiftelse anslog 100 000 kronor, Göteborgs Kyrkofullmäktige 350 000 kronor, Allmänna arvsfonden till en ungdomslokal med 30 000 kronor och lån från Annedals Församlingsdiakoni med 45 000 kronor.

## Kyrkobyggnaden
Kyrkan ritades av Helge Zimdal och uppfördes 1966 av byggnadsarbetare från främst Göteborgs yrkesskolor. Byggmästare var Arvid Malm. För inredningens utformning svarade arkitekt Christer Wildte. Den invigdes av biskop Bo Giertz den 2 oktober 1966 och byggherre var Guldhedens småkyrkostiftelse. Den byggdes till 2003.
Stilen är modernism av typiskt 1960-taletssnitt med rena, strama linjer. Byggnaden är tegelmurad och putsad med församlingshuset beläget långsides. Entré genom tornet, vilket är uppfört med en stomme av betongpelare och med väggklädsel av takspån. 
Interiören har väggar av mörkrött fasadtegel murat i ett dekorativt mönster. Kyrksalen har mittgång och fasta bänkkvarter. Bordsaltaret är enkelt och placerat i en nisch med ljus, slammad fondvägg, vilken belyses av dolda sidofönster. Lampetter i mässing.  

## Inventarier
- På kyrkans sydsida hänger ett krucifix, snidat 1951 av Eva Spångberg, som härstammar från föregångaren Barackkyrkan.
- Ett silverkors på altaret som även tjänstgör som processionskors.
- Dopfunten är placerad vid ingången, bak i kyrkan.
- Silversmidet kom från Thore Eldh.
- Textilier på predikstolen är förfärdigade av Mona Carbe och en gobeläng i sakristian med motivet Den gode Herden av Isabella Laurell-Kristensson.

### Orgel
- Orgeln är tillverkad 1966 av Olof Hammarberg, Hammarbergs Orgelbyggeri AB, Göteborg och är en mekanisk orgel.

| Manual         |  |               |
| Gedackt 8'     |  |               |
| Principal 4'   |  |               |
| Koppelflöjt 4' |  |               |
| Waldflöjt 2'   |  | Mixtur 2 chor |

- 1988 köpte man in en Allen digitalorgel med två manualer och pedal.

## Bilder
Bilder av Guldhedskyrkan från augusti 2013.

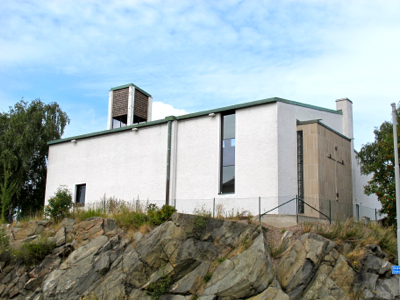
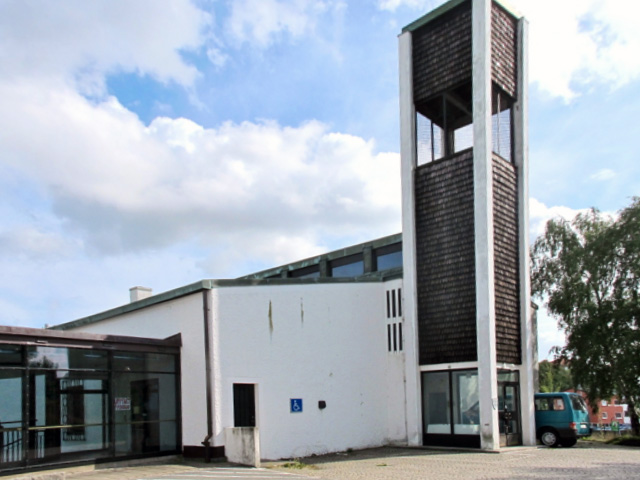
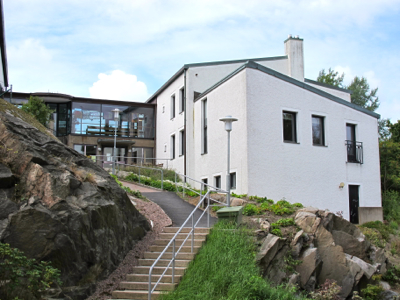
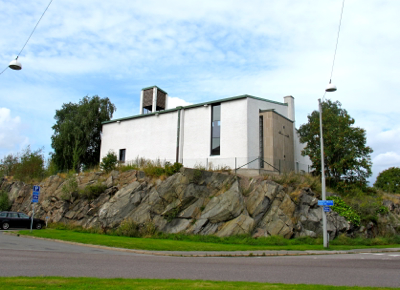